# Centistes convexitemporalis
Centistes convexitemporalis är en stekelart som beskrevs av Sergey A. Belokobylskij 1992. Centistes convexitemporalis ingår i släktet Centistes och familjen bracksteklar. Inga underarter finns listade.